# Riksförbundet Smart
Riksförbundet SMART är en drogförebyggande organisation i Sverige. Förbundet samlar ett 80-tal verksamheter som arbetar med kontraktsmetoden för att förmå ungdomar att undvika tobak, alkohol, narkotika och kriminalitet. Kontraktsmetoden går ut på att genom samarbete med lokalt förenings- och näringsliv erbjuda ungdomar rabatter och andra förmåner mot att de avstår från nämnda val.
I SMART:s nätverk ingår olika varianter av kontraktsverksamheter i åtta länder förutom Sverige. Metoden syftar till att förhindra eller uppskjuta oönskade debuter bland ungdomar.